# 汪汲 (清朝)
汪汲（?—?），字曙泉，号葵田，又号古愚老人、海阳竹林人、五世同堂老人。清河县人。清代医學家。
早年自清江浦移居河下。好鑽研醫學，著有《解毒编》、《汇集经验方》、《怪疾奇方》、《事物原会》、《竹林消夏录》、《日知录集释》等。